# ریو ساساکی
ریو ساساکی (انگلیسی: Rio Sasaki؛ زادهٔ ۲۵ مارس ۲۰۰۲) صداپیشه، بازیگر خردسال، و شخصیت‌های تلویزیونی در ژاپن اهل ژاپن است.